# 윤간 (1561년)
윤간(尹侃, 1561년 ~ ?)은 조선 중,후기의 문신, 학자이자 은자이다. 자(字)는 사행(士行), 호는 눌재(訥齋) 본관은 파평(坡平)이다. 광해군의 궁궐 재건축 사업의 실무자의 한 사람이었다.
광해군의 궁궐 영건 사업 때 선수도감에서 낭청으로 활동하면서 주로 공홍도 지역의 쌀과 콩을 한성으로 운반하는 일 및, 와서별제로 기와 담당 실무를 맡아보았다. 그러나 도감 낭청직 재직 시 권력남용과 사사로운 보복행위, 와서 별제 당시 창고의 무명 73동 40필을 잃어버린 일로 물의를 빚기도 했다. 1618년 대북당의 주도로 인목대비(仁穆大妃) 폐비 및 서궁(西宮, 덕수궁)에 유폐하는 폐비 논의가 나오자 그는 판관(判官)으로 논의에 참여하였다. 그러나 그가 이서와 함께 인목대비 폐비를 반대했다는 밀고를 받고 관직을 사퇴했다가 후에 복직했다. 1620년(광해군 12년) 군기감 판관이 되고, 풍덕군수로 나갔다가 1623년(광해군 15) 인조반정 후 관직을 버리고 낙향하였으나 그해 다시 풍덕군수로 제수되었다.

## 생애
1561년(명종 16년)에 한성에서 태어났으며 선교랑(宣敎郞) 행사옹원참봉(行司饔院參奉)과 판관을 지낸 윤제현(尹齊賢)의 아들이다. 그는 소정공 윤번의 8대손으로, 고조부는 문정왕후의 친정아버지 윤지임이고, 증조부는 윤원필이다. 윤원형, 윤원로는 그의 종증조부였다. 조선 세조비 정희왕후는 7대 대고모이고, 중종의 제3계비 문정왕후는 증대고모가 된다. 또한 윤지임과 8촌 간인 대윤의 윤임이나 장경왕후 역시 그의 일가였다.
1589년(선조 22년) 증광시(增廣試) 생원에 3등(三等)으로 합격하여 생원이 되고, 그뒤 관직에 나갔다. 광해군이 임진왜란 때 불탄 궁궐의 재건사업을 추진하자, 1615년(광해군 7년) 선수도감(繕修都監)의 임시 감역관(監役官)이 되고, 그해 9월 겸낭청직에 임명되어 공홍도의 쌀과 콩을 한성부의 영건도감으로 운반하는 감독 운반으로 파견되었다. 1616년(광해군 8년) 2월 와서별좌(瓦署別坐)가 되자 이조와 병조에 상피해야 될 인척이 근무하여 사헌부로부터 지적을 당하였다. 그러나 광해군은 그에게 선수도감 실(實) 감역관직을 제수했다. 이후 사헌부에서 계속 그의 임명을 개차할 것을 차자를 올렸지만 광해군이 듣지 않았다.
그해 2월 28일 오히려 광해군이 그와, 또 논란의 대상이 된 윤시준 등을 같이 가자하자 사헌부에서 이를 지적했지만 듣지 않았다.
1517년(광해군 10년) 7월부터 1618년 대북당의 주도로 인목대비(仁穆大妃) 폐비 및 서궁(西宮, 덕수궁)에 유폐하는 폐비 논의가 나오자 그는 판관(判官)으로 폐비논의 정청(庭請)에 참여하였다. 그러나 누군가 그가 완풍군 이서(完豊君 李曙) 등과 함께 인목대비 폐비론에 반대하였다는 무고를 받고, 관직을 사퇴하고 귀향하였다. 이후 후학 양성에 주력하였다.
1620년(광해군 12년) 군기 판관(軍器判官)에 제수되어 나갔다. 그해 5월 28일 사헌부로부터 선수도감 낭청 재직 오랫동안 도감의 낭청으로 있으면서 범람한 일을 많이 하였고, 도감의 위세를 빙자하여 사사로운 원수를 갚았으며, 하리(下吏)에게 비용을 마련하도록 독촉하여 술과 안주를 성대하게 마련한 일로 탄핵을 받기도 했다. 1620년(광해군 12년) 6월 5일, 전에 번와소 재직 시 1617년과 1618년에 번와소 창고에 보관한 무명 4백 4동 4필 반 중, 무명 73동 40필을 잃어버려 신 궁궐 영건도감으로부터 번와소의 임무를 다하지 못했다며 탄핵을 받았으나, 광해군이 마음을 다하여 직무를 보고 있는데 불행하게도 논박을 당해 어쩔수 없다며 일단 체직시켰다. 영건도감에서는 무명 분실은 그가 한 짓이라 의심하였으나 광해군이 일단 무마시켰다.
그러나 거듭된 논핵으로 1620년(광해군 12년) 7월 25일 광해군은 전교를 내려, 그가 단지 나랏일에 마음을 쏟은 정성만을 알 뿐 제멋대로 방자하게 굴면서 거리낌 없이 한 죄는 보지 못하였다며 추고를 명하였다. 그뒤 풍덕군수(豊德郡守)로 나갔다가 1623년(광해군 15년) 3월 인조반정 후 완풍군(完豊君) 이서(李曙)로부터 전해받았지만 관직을 버리고 낙향하였으나 그해 4월 다시 풍덕군수로 제수되었다. 1635년 사망설과 1644년 사망설이 있으나 불확실하다.

## 가족 관계
- 증조부 : 윤원필(尹元弼, 1496년 ~ 1547년)
- 할아버지 : 윤회(尹繪)
- 아버지 : 윤제현(尹齊賢)
- 부인 : 초계변씨, 현감 변기(卞琪)의 딸
- 아들 : 윤상민(尹商民, 1583년 ~ ?), 부여현감
- 아들 : 윤상민(尹商銓), 초명은 상준(商俊)

## 같이 보기
- 영건도감
- 경복궁
- 경희궁
- 인경궁
- 광해군

## 참고 문헌
- 광해군일기
- 사마방목
- 연려실기술